# Костецкий, Владимир Николаевич
Косте́цкий, Владимир Николаевич (18 ноября (1 декабря) 1905, село Холмы — 26 мая 1968, Киев) — украинский советский живописец, народный художник УССР (1960), член-корреспондент Академии художеств СССР (1967).

## Биография
Владимир Костецкий родился 18 ноября (1 декабря) 1905 года в селе Холмы ныне Борзнянского района Черниговской области. Отец художника Костецкий Николай Данилович (1873—1948) был ученым-ботаником, селекционером и общественным деятелем, автор книг по цветоводству, создал более 30 новых сортов роз в Никитском ботаническом саду, однако, по советским нормам, считался не совсем благонадежным как бывший эмигрант и эсер, из-за чего В. Костецкий многое скрывал из своей биографии. Мать Александра Николаевна (девичья фамилия Тычина, дворянского происхождения) разделяла взгляды отца, занималась преподаванием в школе.
Владимир рос и учился живописи вместе с будущим художником Александром Саенко, (родители вместе преподавали в Школе садоводства в Борзне, дружили, потом переписывались) .
Учился в Киевском художественном институте (1922—1928) у Кричевского Федора Григорьевича; преподавал там же (с 1937; профессор с 1947). Проживал в Киеве, в доме 8/14 по улице Б. Житомирская, в конце жизни в доме 14 по переулку Ивана-Марьяненко.
Первая жена с детьми во время второй мировой уехала в Австралию на постоянное место жительства.
Вторая жена, Новокрещенова Галина Николаевна, скульптор, автор памятника Льву Толстому в Москве, памятников Достоевскому и Горькому. У неё была неудачная по советским меркам фамилия, поэтому её всячески искажали, писали то «Новощекова», то ещё как-то, только чтобы в фамилии не фигурировало «крещение». От второго брака у художника было двое сыновей, Дмитрий и Александр. Александр Костецкий (1954—2010) также стал художником, был членом НСХУ с 2003 года по день смерти в 2010 году.
Третья жена, Субботина Антонина Ивановна (1924—2013), скульптор, родила Костецкому последнего, шестого ребёнка, дочь Костецкую Ольгу Владимировну (р. 1955), которая также стала художником-живописцем, окончив Киевский Государственный Художественный Институт.
Владимир Костецкий дружил с художником Ильей Штильманом. Они руководили пейзажной мастерской в Киевском художественном институте.
Костецкий Владимир Николаевич скончался от инсульта 26 мая 1968 года. Был похоронен на Байковом кладбище в г. Киеве. Его последняя жена, Субботина Антонина Ивановна, скончавшаяся от инсульта 20 сентября 2013 года, была похоронена рядом с ним.

## Художественная деятельность

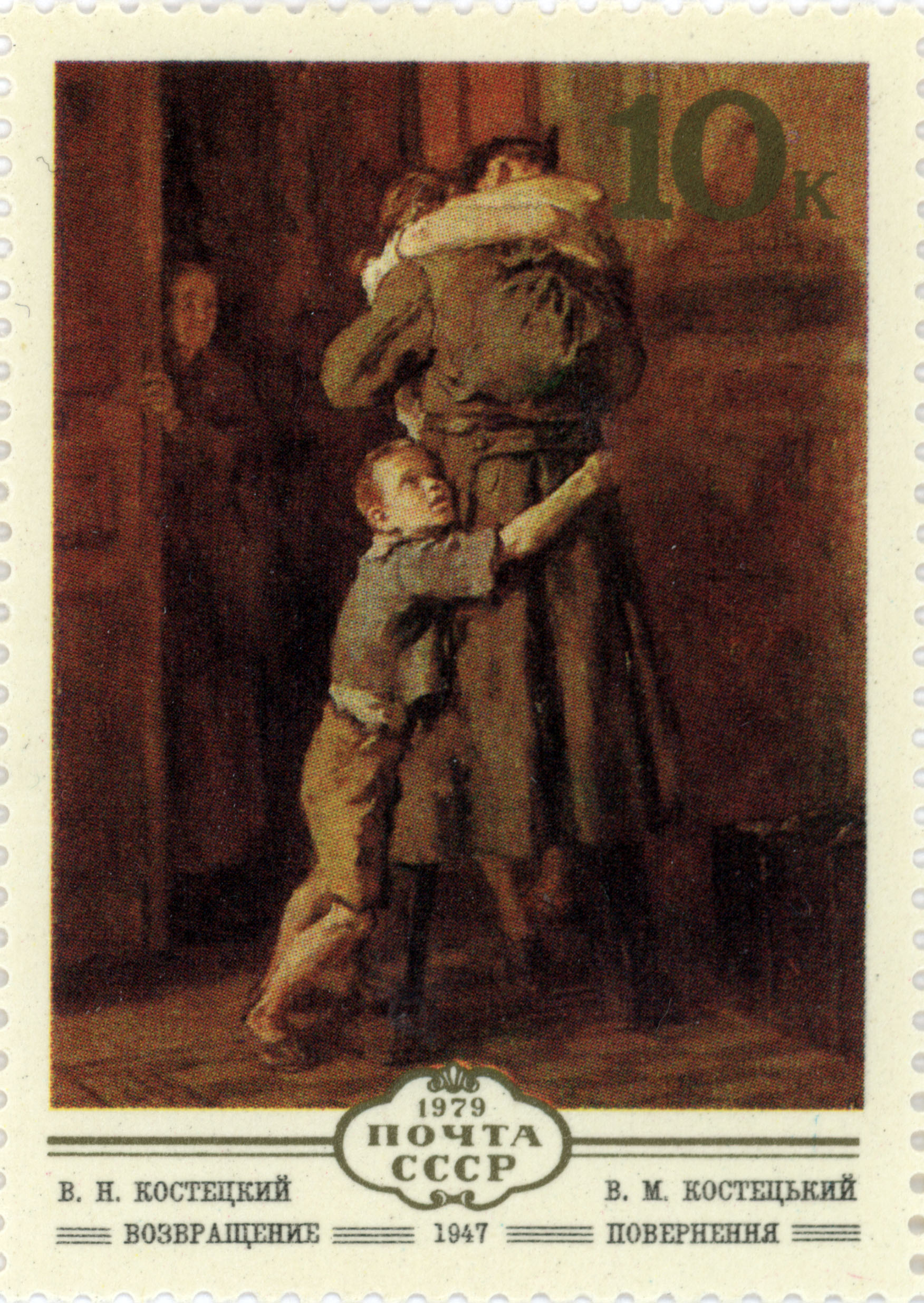
Картина «Возвращение» на почтовой марке СССР (1979)

Владимир Костецкий придерживался основных принципов социалистического реализма, однако в заданных рамках находил возможность выразить общечеловеческие ценности. Живопись В.Костецкого несколько сдержанна в цвете, но богата тональными нюансами.
В 1939 году Костецкий создаёт одну из своих лучших работ. Он решает написать тяжелую жизнь великого поэта Шевченко в ссылке, желая изобразить такой момент, где была бы освещена не только трагедия Тараса Григорьевича, а его мужество и умение противостоять судьбе. Так родился сюжет картины "Тарас Шевченко в ссылке. После муштры". Композиция произведения простая и выразительная. Казарма. Слева на нарах замученный, еле живой после муштры солдат. Рядом на таких же нарах сидит Шевченко. Он уставший, им овладевают тяжелые мысли, которые не дают покоя. В работе нет ни единого внешнего движения: один персонаж лежит, другой - сидит. При этом мастерски и профессионально изображает художник раздумья, внутреннее движение мыслей, создавая ощущение драмы.
В годы Великой Отечественной войны рисовал плакаты, листовки, портретные рисунки. Его произведения отличаются тщательной проработкой сюжета, убедительностью характеров, высокими живописными достоинствами («Возвращение», «Вручение партийного билета на фронте»).
Произведения Костецкого находятся в Национальном художественном музее Украины, Национальном музее Т. Шевченко, Музее НАОМА (Киев), Симферопольском Художественном музее, авторская копия работы «Возвращение» — в Государственной Третьяковской галерее.
Полотно «Возвращение», представленное на Сталинскую премию, Сталину не понравилось. Плохо было уже то, что этот автор не написал ни одного портрета вождя. По его тоталитарным меркам, картина «Возвращение» была лишена героического пафоса, носила слишком личностный характер, ведь на ней художник изобразил сцену его собственного прибытия с фронта в отпуск, реальную лестничную площадку перед квартирой художника на улице Большой Житомирской в Киеве, где жила его семья и впоследствии проживал его сын, Александр Костецкий. Однако в народе очень любили эту простую картину, раскупали открытки и марки, на которых она много раз воспроизводилась.
Портреты Ковпака и других деятелей современности, а также членов семьи, многочисленные портреты второй жены Новокрещеновой Галины Николаевны, её сестры Марии Николаевны, сыновей Александра и Дмитрия входят в художественное наследие художника. Натюрморты и пейзажи художник писал в послевоенное время, как и портреты, все больше уклоняясь от работ пропагандистского характера в этот период своего творчества.

## Награды
- орден «Знак Почёта»
- медали